# Banuagea
Banuagea is een bestuurslaag in het regentschap Noord-Nias van de provincie Noord-Sumatra, Indonesië. Banuagea telt 2744 inwoners (volkstelling 2010).